# گولدن سیتی (میزوری)
گولدن سیتی (به انگلیسی: Golden City) یک شهر در ایالات متحده آمریکا است که در شهرستان بارتون، میزوری واقع شده‌است. گولدن سیتی ۲٫۶۷ کیلومتر مربع مساحت و ۷۶۵ نفر جمعیت دارد و ۳۲۴ متر بالاتر از سطح دریا واقع شده‌است.